# 청도경찰서
청도경찰서(淸道警察署, Cheongdo Police Station)는 경상북도경찰청이 관할하는 경찰서 중 하나이다. 경상북도 청도군 일대를 관할한다. 경상북도 청도군 청도읍에 위치하고 있다. 서장은 총경으로 보한다.

## 연혁
- 1910년 5월 청도주재소로 개칭.
- 1914년 9월 경상북도 청도군 청도읍 고수 6리에 청사 건립.
- 1914년 각남면사무소에 각남경찰관주재소 설치.
- 1915년 풍각주재소와 운문주재소 설치.
- 1916년 화양경찰관주재소 설치(현재 화양초등학교 자리).
- 1917년 금천경찰관주재소 설치.
- 1921년 이서경찰관주재소 설치.
- 1927년 각북경찰관주재소 설치.
- 1945년 8월 군정경찰로 개칭.
- 1945년 10월 21일 국립경찰 창설과 동시에 청도경찰서로 개서.
- 1946년 4월 제5관구 경찰청 제22구 경찰서로 개칭.
- 1949년 2월 13일 대통령령 제58호에 의거하여 청도경찰서로 변경.
- 2000년 5월 청도군 청도읍 송읍리에 청사 준공.

## 기본 정보
- 주소: 경상북도 청도군 청도읍 새마을로
- 우편번호: 714-807

## 관할 파출소
청도경찰서는 6개의 파출소를 산하에 두고 있다.
| 명칭       | 사진 | 주소                | 관할구역       | 치안센터                  |
| ---------- | ---- | ------------------- | -------------- | ------------------------- |
| 중앙파출소 |      | 청도읍 청화로 194   | 청도읍         | 유호치안센터 한재치안센터 |
| 화양파출소 |      | 화양읍 도주관로 142 | 화양읍         |                           |
| 금천파출소 |      | 금천면 금천로 46    | 금천면, 운문면 | 운문치안센터              |
| 매전파출소 |      | 매전면 청려로 3711  | 매전면         |                           |
| 풍각파출소 |      | 풍각면 헐티로 212   | 풍각면, 각북면 | 각북치안센터              |
| 이서파출소 |      | 이서면 학산1길 48   | 이서면, 각남면 | 각남치안센터              |